# Spodnji Otok
Spodnji Otok este o localitate din comuna Radovljica, Slovenia, cu o populație de 107 locuitori.